# Национальная республиканская ассоциация (Франция)
Национальная республиканская ассоциация (фр. Association nationale républicaine) — французская политическая организация конца XIX-начала XX века.
Основанная в 1888 году для борьбы с буланжизмом, она объединила, прежде всего, умеренных и либеральных республиканцев, известных как «оппортунисты», она за 15 лет существования прошла эволюцию от левого центра до правого центра политического спектра, прежде чем влиться в Республиканскую федерацию в 1903 году.

## История

### Буланжистский кризис

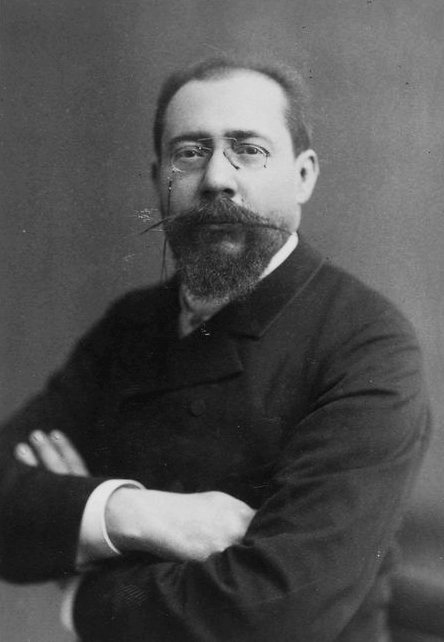
Морис Рувье, первый президент ассоциации (1888–1889).

В 1887 году, столкнувшись с ростом буланжистского движения, основанного на наступательной и эффективной предвыборной пропаганде, группа умеренных республиканцев решили организоваться, чтобы защитить режим Третьей республики и подготовиться к выборам 1889 года, намереваясь извлечь уроки из выборов 1885 года и воспользовавшись празднованием столетия Французской революции. В результате были созданы Республиканской ассоциации столетия 1789 года (Association républicaine du Centenaire de 1789) с Полем Девесом в качестве президента и Полем Деломбре в качестве генерального секретаря, а также Национальный республиканский комитет (не путать с Национальным республиканским комитетом буланжистов) во главе с Жюлем Стегом. В феврале 1888 года обе организации объединились в Национальную республиканскую ассоциацию (фр. Association nationale républicaine (Centenaire de 1789)).
Национальная республиканская ассоциация была призвана координировать предвыборную деятельность республиканцев в правительстве, централизуя информацию, поступающую от избирательных округов, давая юридические консультации местным комитетам, организуя сбор средств для избирательных кампаний, публикуя брошюры и периодический бюллетень, ведя переписку с провинциальными газетами, распространяя карикатур на генерала Буланже, организуя банкеты и конференции. Находясь на Рю Вивьен, 51, она возглавлялась Генеральным советом (аналог советов директоров в соответствии с будущим законом об ассоциациях 1901 года) и Руководящим комитетом.
Первым президентом ассоциации в марте 1888 года был избран банкир и журналист Морис Рувье, уже через год вынужденный уйти в отставку, чтобы посвятить себя министерским обязанностям. На посту президента его сменил юрист и публицист Жюль Ферри, занимавший эту должность до избрания председателем Сената незадолго до своей смерти в марте 1893 года.
Состоящая в основном из республиканцев-оппортунистов, Национальная республиканская ассоциация, таким образом, отличалась от другой крупной антибуланжистской ассоциации, более левого Общества прав человека и гражданина, объединявшего в основном радикалов (Клемансо), левых гамбетистов (Ран), социалистов-поссибилистов (Жоффрен, Аллеман) и независимых (Лиссагарэ). Более того, консерватизм Национальной республиканской ассоциации подвергся критике со стороны радикала Стефана Пишона в 1888 году.

### От конца буланжизма до дела Дрейфуса

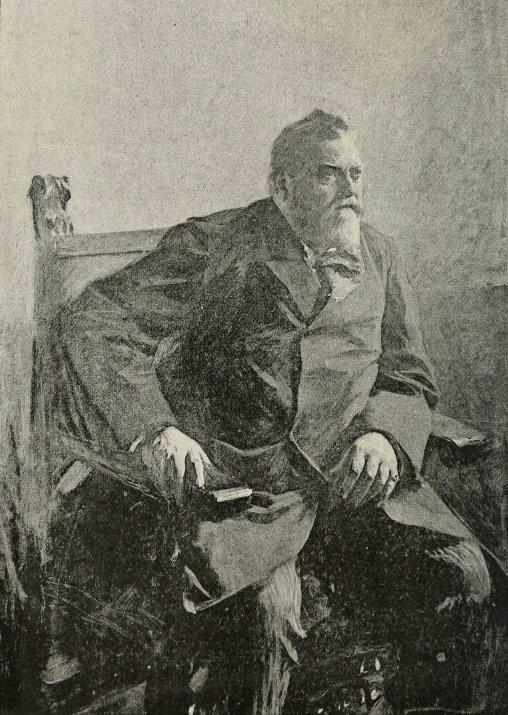
Эжен Шпюллер, президент ассоциации в 1893 году.

Подавление буланжизма и окончание празднования столетия Французской революции не положили конец деятельности ассоциации, продолжавшей вербовку сторонников как среди политиков, так и среди промышленников, купцов, высокопоставленных государственных служащих, а также культурной и научной элиты. В 1894 году она насчитывало по разным данным от 5 000 до 10 000 членов. Насчитывая 1200 местных комитетов, ассоциация добилась значительным влиянием, так что бывший премьер-министр Эмиль Оливье называл её «настоящим правительством»: «Это она требует отставок из-за Панамы, проводит выборы, выдвигает официальные кандидатуры, назначает префектов и субпрефектов. Всё исходит от неё».
После отставки Жюля Ферри новым президентом ассоциации стал адвокат и политик Эжен Шпюллер, который был вынужден уйти в отставку уже через несколько месяцев, чтобы стать министром просвещения в кабинете Казимира-Перье. После этого президентом был избран депутат Оноре Аудиффред, а Шпюллер стал почётным президентом. После его смерти новым почётным президентом стал Пьер Вальдек-Руссо.
Противостоящая радикальному проекту подоходного налога и враждебно настроенная по отношению к социалистам, ассоциация способствовала Жюлю Роша в создании в 1899 году «Лиги налогоплательщиков», в которой Аудиффред занял пост вице-президента.

### От дела Дрейфуса к войне

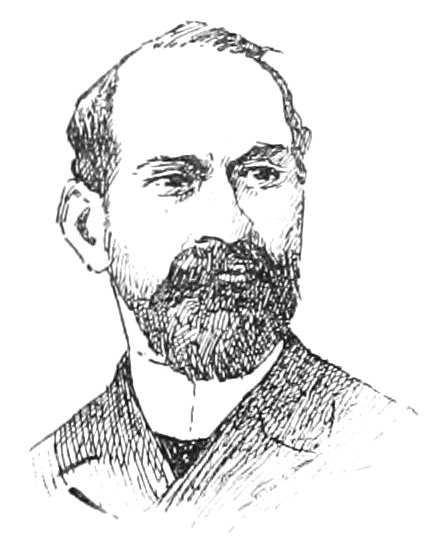
Оноре Аудиффред, президент ассоциации с 1894 года.

Во время дела Дрейфуса Национальная республиканская ассоциация сдвинулась вправо. Несмотря на неприятие антисемитских тезисов, она постепенно примкнула к антидрейфусаровскому лагерю. В феврале 1899 года Аудиффред на выборах президента выступил на стороне экс-премьера Жюля Мелена против председателя Сената Эмиля Лубе, что, правда не помешало последнему победить. Затем, несмотря на близость к Вальдеку-Руссо (от которого Аудиффред принял пост вице-президента Большой республиканской коалиции), он выступил против правительства республиканской обороны, сформированного Вальдеком-Руссо в июне того же 1899 года.
Во время раскола среди «прогрессистов» (так стали называть республиканцев-оппортунистов в 1890-х годах) из-за дела Дрейфуса  многие члены ассоциации (такие как Ив Гюйо, Фердинан Дрейфус, Антони Ратье, Морис Мюре, Поль Робике, Анри Фонтен, Нарсис Левен и Давид Рейналь) покинули её, чтобы присоединиться к левым прогрессистам, которые в 1901 году создали партию Демократический республиканский альянс. В 1902 году дрейфусар Артур Ран раскритиковал ассоциацию под председательством Аудиффреда, написав, что она больше не должна претендовать на наследие Гамбетты и Ферри.
Прогрессисты-правоцентристы отличались от прогрессистов-левоцентристов из Демократического республиканского альянса не только старшинством своего республиканизма, но и своей оппозицией Левому блоку Вальдека-Руссо, а также отказом от клерикализма, став сотрудничать со сплотившимися католиками из Народно-либерального действия, созданного в 1902 году. Не желая уступать левым прогрессистам, они, в свою очередь, решили создать крупную политическую партию. Таким образом, 18 ноября 1903 года Национальная республиканская ассоциация объединилась с Либерально-республиканским союзом, Альянсом прогрессивных республиканцев Мелена и умеренными парламентскими группами (Прогрессивная республиканская группа в Палате депутатов и Республиканский альянс в Сенате), чтобы основать Республиканскую федерацию. Примкнув к этой правой республиканской партии под председательством Эжена Мотта, ассоциация продолжала свою деятельность вплоть до кануна Первой мировой войны.

## Лидеры
Президенты
- 1888-1889 — Морис Рувье
- 1889-1893 — Жюль Ферри
- 1893 — Эжен Шпюллер
- 1893-1903 — Оноре Аудиффред[фр.]

## Известные члены
- Морис Рувье, первый президент ассоциации, банкир и журналист, депутат, министр, премьер-министр Франции (1887 и 1905—1906).
- Жюль Ферри, второй президент ассоциации, журналист, депутат, министр, премьер-министр (1880—1881 и 1883—1885).
- Эжен Шпюллер, третий президент ассоциации, депутат и сенатор, министр.
- Оноре Аудиффред[фр.], четвёртый президент ассоциации, депутат и сенатор от Луары.
- Жан-Луи Барту, министр.
- Жан Казимир-Перье, банкир, министр, премьер-министр (1893—1894) и президент Франции (1894—1895).
- Эжен Годфруа Кавеньяк, депутат от Сарта, министр, сын генерала Луи Эжена Кавеньяка.
- Феликс Мартен-Фёйе, адвокат, депутат, министр.
- Давид Рейналь, судовладелец, депутат и сенатор от Жиронды, министр.
- Жозеф Рейнах, журналист, депутат от Альпы Верхнего Прованса.
- Фредерик Огюст Бартольди, скульптор и художник, член Генерального совета ассоциации (1893—1897).
- Поль Дешанель, журналист и писатель, депутат от департамента Эр и Луар, президент Палаты депутатов (1898—1902).
- Луи Александр Фуше де Карей, дипломат, префект, сенатор от департамента Сена и Марна.
- Шарль Фридель, химик-органик и минералог, член Генерального совета ассоциации (1893—1897).
- Жорж Лейг, юрист, депутат от Ло и Гаронна, министр.
- Жан Масе, педагог, писатель и издатель, бессменный сенатор с 1883 года.
- Альфред Жан Франсуа Мезьер, писатель, журналист, историк и педагог, профессор Сорбонны, член Французской академии, депутат и сенатор от Мёрт и Мозеля
- Виктор Мильяр, адвокат, депутат и сенатор от департамента Эр, министр.